# Turken
Turken zijn mensen die een Turkse achtergrond hebben of die voorouders hebben die in Turkije geboren zijn en hun cultuur, moedertaal, etniciteit en/of religie met elkaar gezamenlijk hebben. In ruimere (etnische) zin vallen ook de andere Turkse volkeren uit Eurazië hieronder. De Turken uit Turkije maken voornamelijk deel uit van de Oghuz-Turken (Ottomanen, Seltsjoeken, Turkmenen). Oghuz is de noemer voor verscheidene westerse Turkse groepen die rond de 10e eeuw gezamenlijk naar het westen trokken. Ook de bevolking van Azerbeidzjan en Turkmenistan en verscheidene kleinere groepen, verspreid over West-Azië en Oost-Europa, maken deel uit van de Oghuz-Turken. De talen van deze groep zijn onderling grotendeels verstaanbaar, in sterkere mate dan de overige Turkse talen. De sprekers van Turkse talen zijn de Turkse volkeren, hoewel het moeilijk is om de Turken op grond van etniciteit te groeperen.

## Vroege geschiedenis
De vroegste geschiedenis van de Turken ligt waarschijnlijk ten noordoosten van Centraal-Azië, rond de Altaj- en Sajan-gebergten in Zuid-Siberië. Recent onderzoek wijst op een mogelijk verband met de Xiongnu en de Wusun. Deze groepen waren naar alle waarschijnlijkheid niet etnisch homogeen, maar bestonden uit verscheidene nomadische groepen van Altaïsche, Oeraalse en Indo-Europese volkeren.
Het woord Turk is mogelijk een vijftal eeuwen voor de christelijke jaartelling ontstaan en staat voor machtig; sterk. Het is een titel die de stammen van destijds zichzelf hebben gegeven. De vele stammen, mogelijk van verschillende afkomst en met verschillende talen, vormden een zogenaamde confederatie met afgevaardigden van elke stam. Zo sloten de verschillende stammen, die op vele gebieden verwantschap met elkaar hadden, zich als bondgenoten bij elkaar.

## De trek naar het westen
In de loop der eeuwen was er een constante trek van Turkse volkeren naar het westen van Azië en sommige groepen trokken zelfs tot ver in Europa door. Bekende namen van deze groepen zijn onder andere de Avaren, Seltsjoeken en Timoeriden. Het is niet bekend wat de precieze reden was voor de Turkse volkeren om naar het westen te trekken. Gespeculeerd wordt dat de grote Volksverhuizing, die het einde van het Romeinse Rijk tot gevolg had, mede veroorzaakt werd door een vroege verhuizing van Turkse volkeren onder de multi-etnische federatie van de Hunnen. Turkse volkeren bleven in de eeuwen daarna langzaam naar het westen trekken, maar de grootste verhuizing vond in de 13e eeuw plaats onder leiding van Genghis Khan, die alle Mongoolse en Turkse stammen verenigde in zijn rijk. De hordes die ontstonden na de Val van het Mongoolse Rijk turkificeerden in korte tijd, omdat het grootste gedeelte van Genghis Khans leger uit Turkse soldaten bestond.

## Het Ottomaanse Rijk
Onder leiding van de Ottomanen stichtten de Oghuz-Turken tussen de 12e en de 17e eeuw een groot rijk dat naast Anatolië ook grote delen van Noord-Afrika, het Midden-Oosten, de Balkan, de Krim en de Kaukasus omvatte. In de gebieden grenzend aan de Euraziatische steppe, voornamelijk rond de Zwarte Zee, hadden zich al enkele eeuwen voor de opkomst van de Ottomanen andere groepen Turken, de Tataren, vanuit Centraal-Azië gevestigd, die zich later, al dan niet vrijwillig, onder Ottomaans gezag stelden. Toen de Russische tsaren de christelijke volkeren in de Ottomaanse gebieden militair gingen steunen en ook voor eigen territoriale groei meermalen de oorlog aan de Ottomanen verklaarden, stroomden deze gebieden voor een deel leeg. Vele miljoenen Turken moesten uit de Balkan, de Krim en de Kaukasus vluchten naarmate het Ottomaanse Rijk provincies aan Rusland moest afstaan, dan wel hun streven naar staatkundige onafhankelijkheid moesten erkennen.

## Heden
Er zijn ongeveer 85 miljoen mensen die in engere zin Turken, omdat zij in Turkije wonen of daaruit afkomstig zijn. Tegenwoordig leven ze vooral in Turkije zelf (80 miljoen), in Bulgarije (747.000), Syrië (1,5 miljoen), Noord-Cyprus (250.000) en Noord-Macedonië (80.000) en na recente emigratie ook enkele miljoenen in West-Europa (vooral in Duitsland, 2,45 miljoen). Van deze Turken is maar een klein deel afstammeling van de oorspronkelijke Ottomanen. Velen zijn nakomelingen van andere Turkse stammen die onderworpen of gelieerd waren aan de Ottomanen, of toestemming kregen zich te vestigen in het Ottomaanse Rijk, met name nadat hun woongebieden staatkundig verzelfstandigden en zij als handlangers van de vroegere overheersers beschouwd werden. Ook autochtone moslims in de Balkanstaten migreerden onder die druk naar Turkije en worden nu als Turken beschouwd.  
Naast de Turken uit Turkije wonen er nog steeds tientallen miljoenen nauw aan hen verwante Turken in andere landen van de Balkan tot in Centraal-China en van Zuid-Iran tot in Rusland aan de Noordelijke IJszee. Na de ontbinding van de Sovjet-Unie verwierven vijf Centraal-Aziatische Sovjetrepublieken met een voornamelijk Turkstalige bevolking hun onafhankelijkheid: Kazachstan, Oezbekistan, Turkmenistan, Kirgizië en Azerbeidzjan. De grootste groepen Turken (meer dan 1 miljoen) zonder eigen land zijn de Oeigoeren in China, de Azerbeidzjanen en Quashqai in Iran, en de Wolga-Tataren, Tsjoevasjen en Basjkieren in Rusland. Turkije probeert een politieke en economische verbondenheid te organiseren op deze etnische basis.

### DNA-onderzoek naar Turken
Uit DNA-analyses van middeleeuwse Turken (On-Ok, Kimek, Karluk, Karahanlı), hedendaagse Anatolische Turken en andere etnische groepen, blijkt dat Anatolische Turken zich onderscheiden van Anatolische Grieken door hun specifieke Centraal-Aziatische genetische erfgoed.
Anatolische Turken kunnen worden gemodelleerd als een mengeling van Anatolische Grieken en middeleeuwse Turken. Het mengsel is niet uniek voor Anatolische Turken. Na de Mongoolse invasies werden in Centraal-Azië grootschalige bevolkingsverplaatsingen waargenomen.

## Turks als nationaliteit
Artikel 66 van de Turkse grondwet definieert het begrip Turk als iedereen die door een staatsburgerschap met de Turkse staat verbonden is; het juridisch gebruik van de term Turks voor burgers van Turkije wijkt daardoor af van de etnische definitie. Naar schatting 70-75 procent van de Turkse staatsbevolking is van Turkse etniciteit.
Dat getal verwijst naar de Koerden maar ook naar de immigranten uit de staten die ooit tot het Ottomaanse Rijk behoorden. Minstens een (ander) kwart heeft een achtergrond welke verwijst naar met name Tataren, Kaukasische volken, Bulgaren, Grieken, Serviërs, en Arabieren. Voor een deel trokken hun voorouders met het Turkse gezag mee toen dat werd verdreven uit de Balkan en uit Syrië, Palestina en Arabië. In hun geval is het een voornamelijk statistisch gegeven dat vaak niet meer in cultuur en taal zichtbaar is ten gevolge van de moderne integratie van de bevolking in één nationale identiteit en de vermenging van de verschillende etniciteiten in onderlinge huwelijken. Overigens is de oorspronkelijke, meest Griekssprekende, bevolking van Anatolië uit de Byzantijnse periode in de 15de en 16de eeuw zowel geïslamiseerd als in taal verturkst onder Turks regime. Een deel van de Byzantijnse Grieken bleef christen maar nam de Turkse taal over. Dat vrijwaarde hen overigens niet van hun etnische zuivering in de jaren 1918-1923.

## Portretten

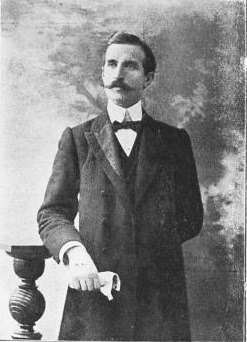
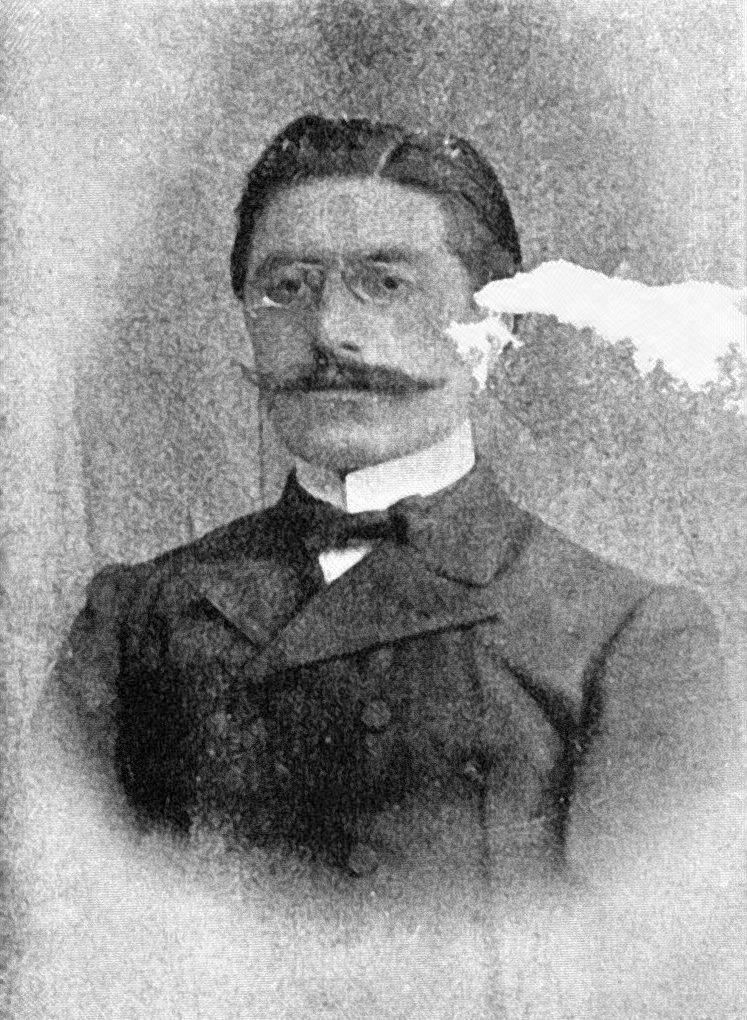
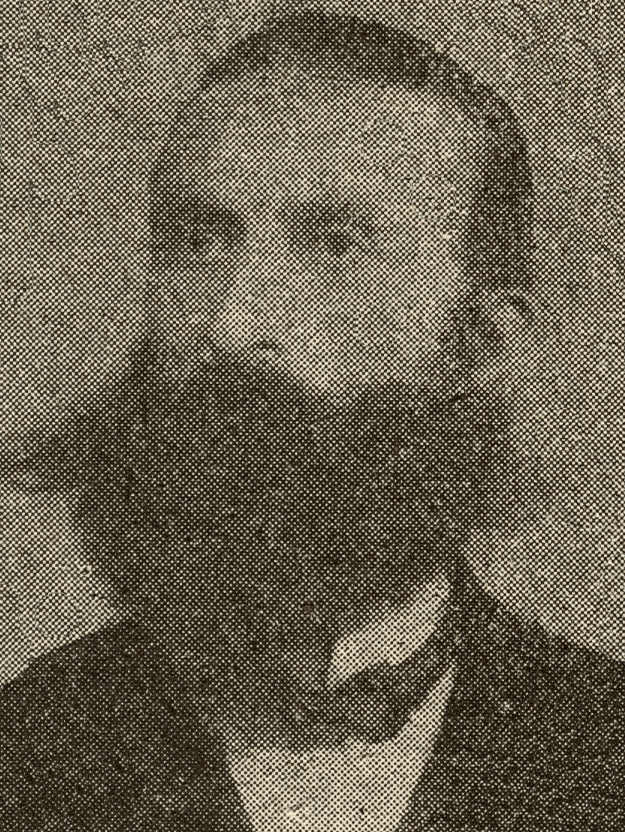
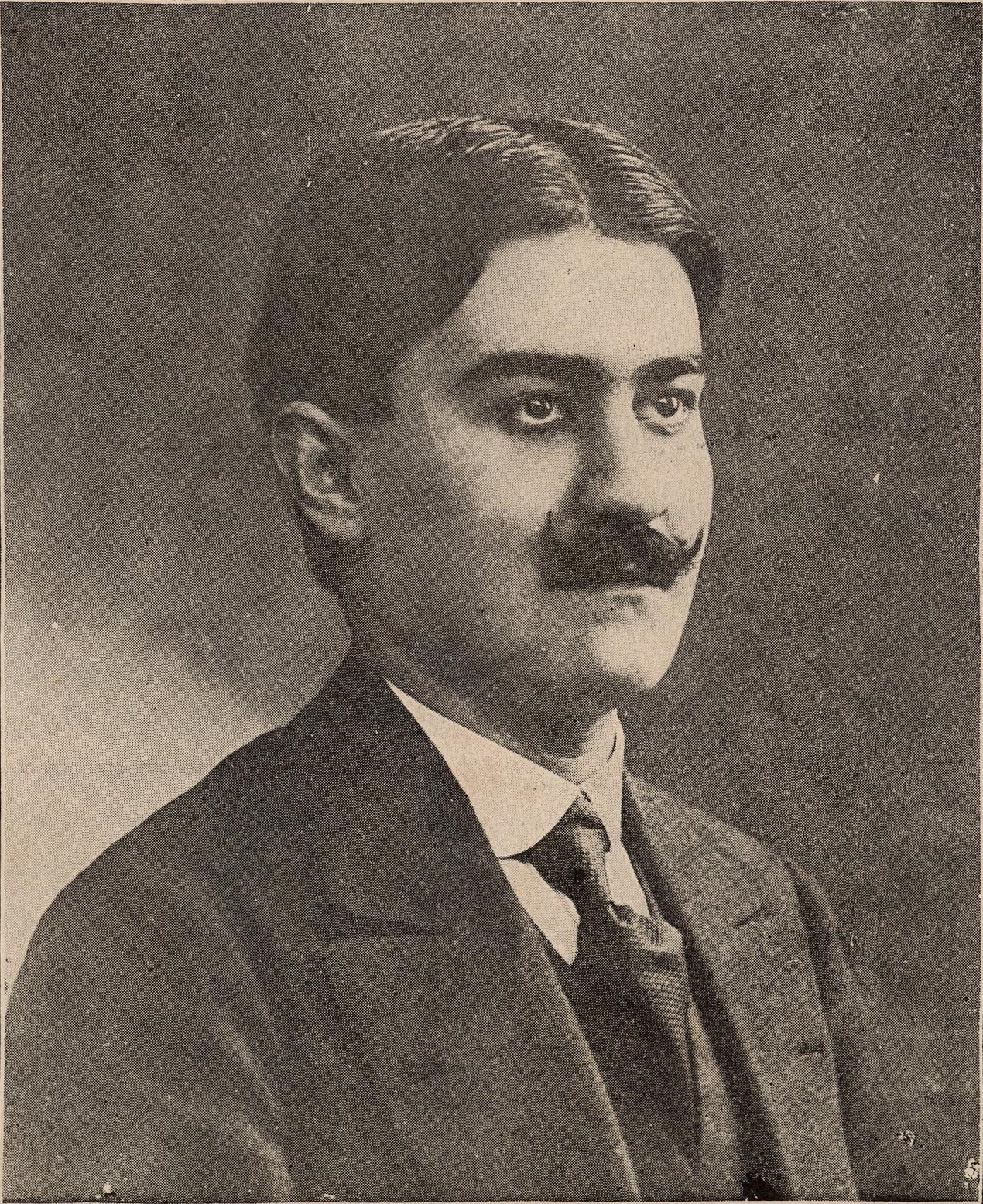
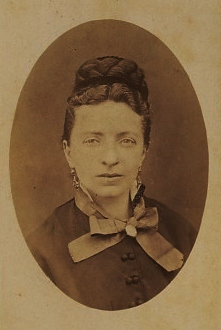
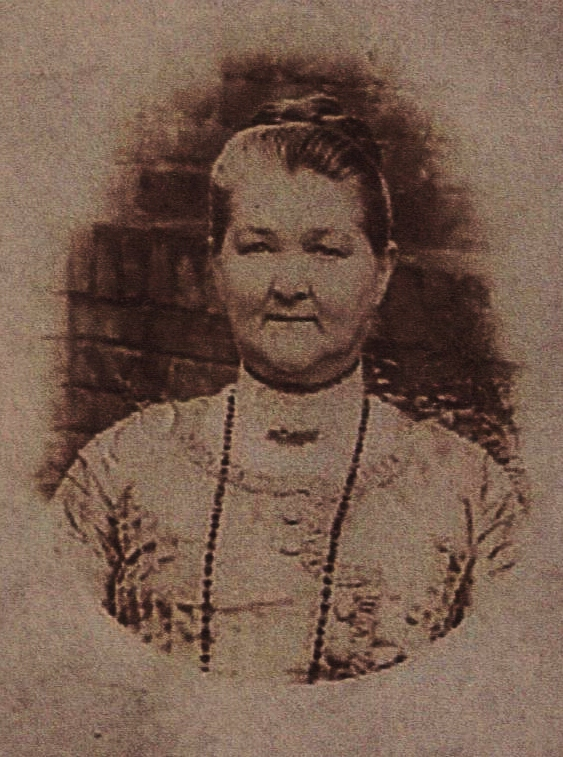
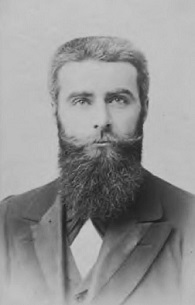
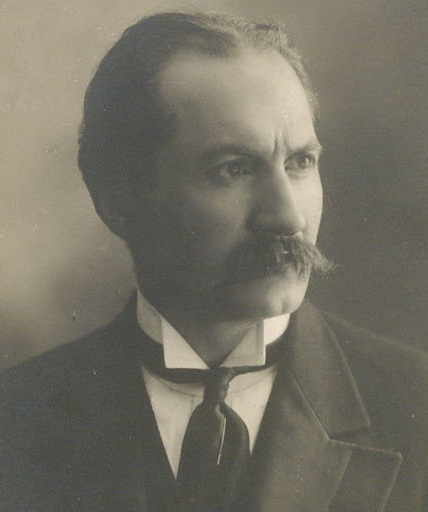
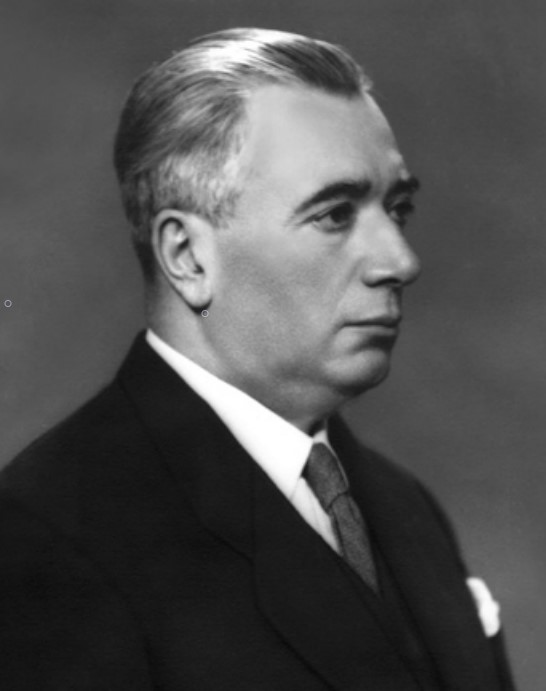
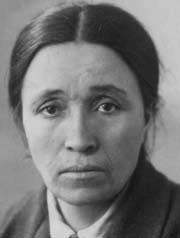
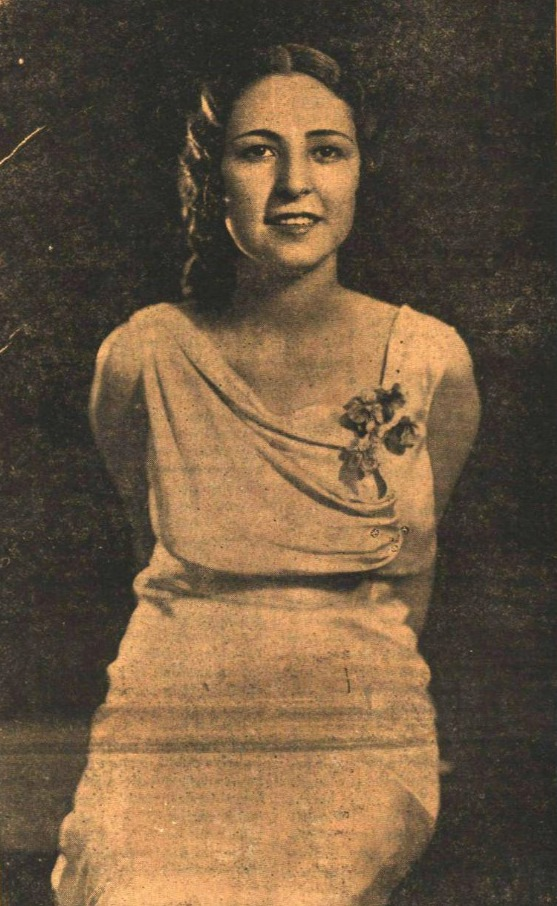
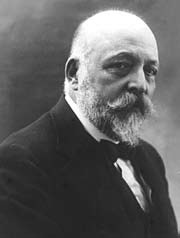
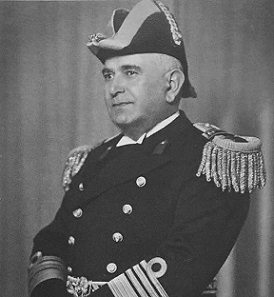
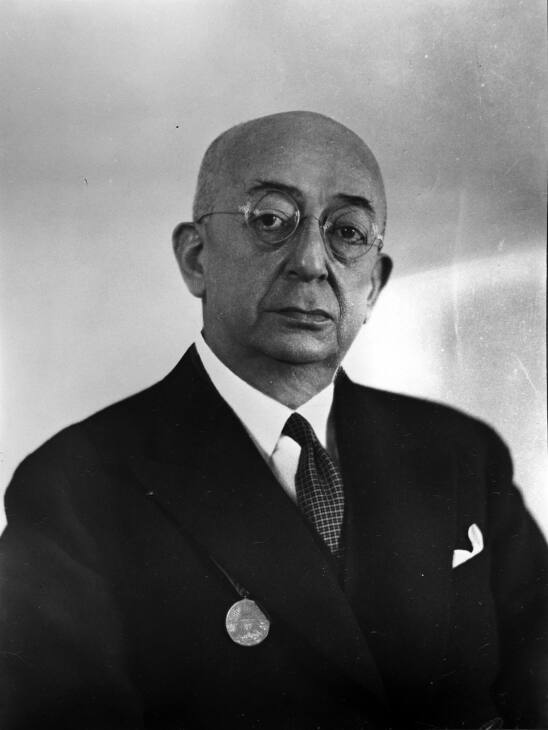
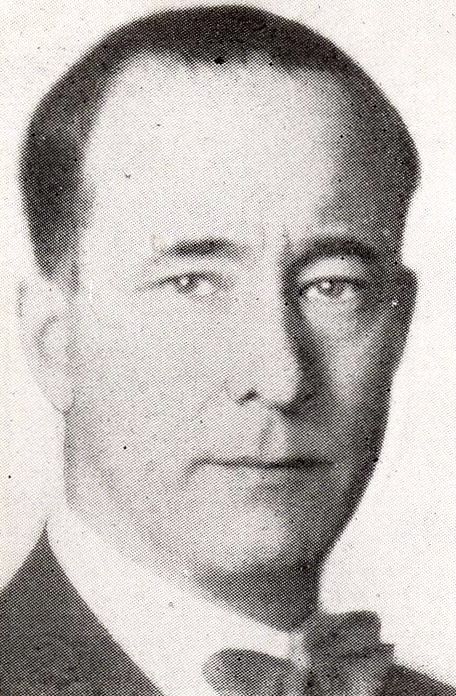
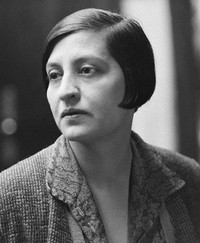
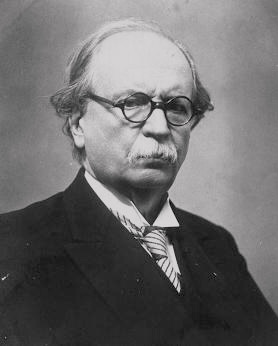